# Listă de scriitori de limbă germană/F
| Vezi: Fa Fe Fi Fl Fo Fra Fre Fro Fri Fro Fu |

## Fa
- Gotthilf Theodor von Faber (1766–1847)
- Gustav Faber (1912–1993)
- Kurt Faber (1880–1929)
- Elsa Faber von Bockelmann (1890–1980)
- Anne-Marie Fabian (1920–1993)
- Albrecht Fabri (1911–1998)
- Peter Faecke (n. 1940)
- Robert Faesi (1883–1972)
- Ludwig Fahrenkrog (1867–1952)
- Willi Fährmann (n. 1929)
- Frieder Faist (n. 1948)
- Fred Fakler (1877–1943)
- Gunter Falk (1942–1983)
- Johannes Daniel Falk (1768–1826)
- Minna Falk (1874–1938)
- Gustav Falke (1853–1916)
- Konrad Falke (1880–1942)
- C. Falkenhorst, de fapt Stanislaus von Jezewski (1853–1913)
- Brigitta Falkner (n. 1959)
- Hans Fallada, de fapt Rudolf Ditzen (1893–1947)
- Alfred Fankhauser (1890–1973)
- Lilian Faschinger (n. 1950)
- Susanne Faschon (1925-1995)
- Rainer Werner Fassbinder (1945–1982)
- Johannes Fastenrath (1839–1908)
- Sherko Fatah (n. 1964)
- Jörg Fauser (1944–1987)
- Siegmar Faust (n. 1944)

## Fe
- Clara Fechner (1810–1900)
- Dieter Fechner (n. 1936)
- Gustav Theodor Fechner, pseudonim Dr. Mises (1801–1887)
- Paul Fechter (1880–1958)
- Ernst Feder (1881–1964 )
- Wolfgang Federau (1894–1950)
- Heinrich Federer (1866–1928)
- Leopold Federmair (n. 1957)
- Reinhard Federmann (1923–1976)
- Karl Federn (1868–1943)
- Jürg Federspiel (1931–2007)
- Marie Feesche (1871–1950)
- Johann Hinrich Fehrs (1838–1916)
- Willi Fehse (1906–1977)
- Marcel Feige (n. 1971)
- Max Christian Feiler (1904–1973)
- Barthold Feind (1678–1721)
- Franz Michael Felder (1839–1869)
- Roderich Feldes (1946–1996)
- Robert Feldhoff (1962–2009)
- Karl Feldkamp (n. 1943)
- Else Feldmann (1884–1942)
- Hans von Felgenhauer (1863–1946)
- Paul Felgenhauer (1593–1677?)
- Rudolf Felmayer (1897–1970)
- Ludwig Fels (n. 1946)
- Otto Felsing (1854–?)
- Paul Felske (1838–1914)
- Kurt Feltz, pseudonim Johnny Bartels (1910–1982)
- Josef Fendl (n. 1929)
- Anton Fendrich (1868–1949)
- Eduard Fentsch (1814–1877)
- Feodora de Schleswig-Holstein-Sonderburg-Augustenburg (1874–1910)
- Johann Fercher von Steinwand, de fapt Johann Kleinfercher (1828–1902)
- Klaus Ferentschik (n. 1957)
- Janko Ferk (n. 1958)
- Edna Fern, de fapt Fernande Richter
- Joachim Fernau (1909–1988)
- Max Ferner, de fapt Max Sommer (1881–1940)
- Carl Ludwig Fernow (1763–1808)
- Vera Ferra-Mikura (1923–1997)
- Nikolaus Leopold Ferring (1912–1976)
- Gustav von Festenberg (1892–1968)
- Monika Feth (n. 1951)
- Ernst von Feuchtersleben (1806–1849)
- Lion Feuchtwanger (1884–1958)
- Nikolaus Fey (1881–1956)
- Renate Feyl (n. 1944)
- Gundi Feyrer (n. 1956)

## Fi
- Antonio Fian (n. 1956)
- Hubert Fichte (1935–1986)
- Ludwig von Ficker (1880–1967)
- Georg Friedrich Fickert (1758–1815)
- Othmar Fiebiger (1886–1972)
- Petra Fietzek (n. 1955)
- Joseph Ficko (1772–1843)
- Werner Filmer (n. 1934)
- Werner Finck (1902–1978)
- Ottfried Graf von Finckenstein (1901–1987)
- Ludwig Finckh (1876–1964)
- Kurt Arnold Findeisen (1883–1963)
- Andreas Findig (n. 1961)
- Else Fink (1863–1939)
- Fritz Fink (1893–1945)
- Stefan Finke (n. 1963)
- Erasmus Finx (1627–1694)
- Johann Fischart (1546–1590)
- Alexander Fischer (1812–1843)
- Carl Fischer (1841–1906)
- Caroline Auguste Fischer (1764–1842)
- Christian August Fischer (1771–1829)
- Claus Cornelius Fischer (n. 1951)
- Erica Fischer (n. 1943)
- Johann Georg Fischer (poet) (1816–1897)
- Marie Louise Fischer (1922–2005)
- Martha Renate Fischer (1851–1926)
- Rudolf Fischer (1901–1957)
- Saskia Fischer (n. 1971)
- Susanne Fischer (n. 1960)
- Susanne Fischer (n. 1968)
- Wolfgang Georg Fischer (n. 1933)
- Arthur Fischer-Colbrie (1895–1968)
- Wilhelm Fischer-Graz (1846–1932)
- Arthur Fitger (1840–1909)
- Adolf Fitz (1895–1943)
- Thomas Fitzner (n. 1960)

## Fl
- Jakob Flach (1894–1982)
- Heiner Flaig (n. 1928)
- Cäsar Flaischlen (1864–1920)
- Otto Flake (1880–1963)
- Friedrich Hermann Flayder (1596–1644)
- Cosmus Flam, de fapt Josef Pietsch (1899–1945)
- Curth Flatow (n. 1920)
- Ossip K. Flechtheim (1909–1998)
- Herbert Fleck (n. 1941)
- Konrad Fleck (secolul al XII-lea)
- Karl Fleischer (1885–1972)
- Ludwig Roman Fleischer (n. 1952)
- Wolfram Fleischhauer (n. 1961)
- Germana Fleischmann (n. 1957)
- Marieluise Fleißer, de fapt Marieluise Haindl (1901–1974)
- Walter Flegel (n. 1934)
- Paul Fleming (1609–1640)
- Hans Flesch-Brunningen (1895–1981)
- Ernst Flessa (1903–1976)
- Walter Flex (1887–1917)
- Robert Flinker (1906–1945)
- Fedor Flinzer (1832–1911)
- Olga Flor (n. 1968)
- Catalin Dorian Florescu (n. 1967)
- Julius Florian (1849–1903)
- Helene Flöss (n. 1954)
- Heinz Flügel (1907–1993)
- Rudolf Flügel (1897–1982)
- Manfred Flügge (n. 1946)

## Fo
- Gorch Fock, de fapt Johann Kinau (1880–1916)
- Walter Foelske pseudonim Leo Feks (n. 1934)
- Walter Foitzick (1886–1955)
- Otto Folberth (1896–1991)
- Adolf Follen (1794–1855)
- Karl Follen (1795–1840)
- Oskar Maurus Fontana (1889–1969)
- Theodor Fontane (1819–1898)
- Irene Forbes-Mosse (1864–1946)
- Hans Heinrich Formann (n. 1939)
- Christian Forsch (1856–1944)
- Friedrich Forster, de fapt Waldfried Burggraf (1895–1958)
- Gerd Forster (n. 1935)
- Johann Georg Forster (1754–1794)
- Friedrich Christoph Förster (1791-1868 )
- Wieland Förster (n. 1930)
- Dieter Forte (n. 1935)
- L. A. Fortride, de fapt Liselotte Appel (n. 1921)
- Friedrich de la Motte Fouqué (1777–1843)

## Fra
- Thomas Frahm (n. 1961)
- Annie Francé-Harrar (1886–1971)
- Franz Karl Franchy (1896–1972)
- Hans Franck (1879–1964)
- Johann Franck (1618–1677)
- Julia Franck (n. 1970)
- Michael Erich Franck (1691–1721)
- Sebastian Franck (1499–1542/43)
- Kuno Francke (1855–1934)
- Abraham von Franckenberg (1593–1652)
- Louise von François (1817–1893)
- Bruno Frank (1887–1945)
- Emil Frank (1880–1928)
- Hubert Konrad Frank (n. 1939)
- Karlhans Frank (1937–2007)
- Leonhard Frank (1882–1961)
- Martin Frank (n. 1950)
- Wolfgang Frank (1909–1980)
- Hans Franke (1893–1964)
- Herbert W. Franke (n. 1927)
- Manfred Franke (n. 1930)
- Rosemarie Franke-Martens (1920–1995)
- Philipp Frankfurter (secolul al XV-lea)
- Richard Otto Frankfurter (1873–1953)
- Ludwig August Frankl von Hochwart (1810–1894)
- Agnes Franz (1794–1843)
- Andreas Franz (1954)
- Cornelia Franz (n. 1956)
- Günter Franzen (n. 1947)
- Dante Andrea Franzetti (n. 1959)
- Otto Franzmeier (1885–1980)
- Franzobel, de fapt Franz Stefan Griebl (n. 1967)
- Karl Emil Franzos (1848–1904)
- Ilse Frapan (1852–1908)
- Helmuth Frauendorfer (1959)
- Frauenlob, de fapt Heinrich von Meißen (1250/60–1318)
- Hans Fraungruber (1863–1933)

## Fre
- Bruno Frei, de fapt Benedikt Freistadt (1897–1988)
- Frederike Frei (n. 1945)
- Norbert Frei (n. 1955)
- Siegfried Freiberg (1901–1985)
- Ferdinand Freiligrath (1810–1876)
- Ernst Wolfgang Freißler (1884–1937)
- Günther Freitag (n. 1952)
- Friedrich Freksa (1882–1955)
- Axel Frelau (n. 1909)
- Gustav Frenssen (1863–1945)
- Karl Frenzel (1827–1914)
- Sigmund Freud (1856–1939)
- Alwin Freudenberg (1873-1930)
- Friedrich Freudenthal (1849–1929)
- Kaspar Freuler (1887–1969)
- Elisabeth Freundlich (1906–2001)
- Adolf Frey (1855–1920)
- Alexander M. Frey (1881–1957)
- Eleonore Frey (n. 1939)
- Jana Frey (n. 1969)
- Justus Frey, de fapt Andreas Ludwig Jeitteles (1799–1878)
- Wilhelm Frey (1833–1909)
- Gustav Freytag (1816–1895)

## Fri
- Hans Frick (1930-2003)
- Emil Fricke (1876–1954)
- Ursula Fricker (n. 1965)
- Paul Frieben (1865–1931)
- Volker Friebel (n. 1956)
- Kurt Frieberger (1883–1970)
- Ernst Frieböse (1907–?)
- Alfred Hermann Fried (1864–1921)
- Amelie Fried (n. 1958)
- Erich Fried (1921–1988)
- Egon Friedell, de fapt Egon Friedmann (1878–1938)
- Richard Friedenthal (1896–1979)
- Hermann Friedl (1920–1988)
- Paul Friedl (1902–1989)
- Salomo Friedlaender, pseudonim Mynona (1871–1946)
- Vera Friedländer  (n. 1928)
- Herbert Friedmann (n. 1951)
- Friedrich von Hausen (ca.1150–1190)
- Joachim Friedrich (1953)
- Sabine Friedrich (n. 1958)
- Wilhelm Ruprecht Frieling (n. 1952)
- Jürgen Friemel (n. 1957)
- Fritz Rudolf Fries (n. 1935)
- Uwe Friesel (n. 1939)
- Anja Frisch (n. 1976)
- Efraim Frisch (1873–1942)
- Max Frisch (1911–1991)
- Barbara Frischmuth (n. 1941)
- Gerhard Fritsch (1924–1969)
- Karl Wilhelm Fritsch (1874–1938)
- Werner Fritsch (n. 1960)
- Marianne Fritz (n. 1948)
- Susanne Fritz (n. 1964)
- Walter Helmut Fritz (n. 1929)
- Wolfgang Fritz (1947)
- Friedrich Wilhelm Fritzsche (1825–1905)
- Dirk K. Friedrich (n. 1949)

## Fro
- Rolf Froböse (n. 1949)
- Abraham Emanuel Fröhlich (1796–1865)
- Hans-Jürgen Fröhlich (1932–1986)
- Susanne Fröhlich (n. 1962)
- Ulrich Frohriep (n. 1943)
- Gerold Froidl (1938–1982)
- Friedrich Karl Fromm (1906–1969)
- Emil Frommel (1828–1896)
- Otto Frommel (1871–1951)

## Fru
- Gerhard Früchtl (n. 1942)
- Klaus Frühauf (1933–2005)
- Hugo Fründ (1871–1931)

## Fu
- Anton Fuchs (1920–1995)
- Georg Fuchs (1868–1949)
- Gerd Fuchs (n. 1932)
- Günter Bruno Fuchs (1928–1977)
- Jürgen Fuchs (1950–1999)
- Norbert Klaus Fuchs (n. 1941)
- Rudolf Fuchs (1890–1942)
- Thomas Fuchs (1964)
- Annegert Fuchshuber (1940–1998)
- Ulrich Füetrer (ca. 1450–1502)
- Franz Fühmann (1922–1984)
- Ludwig Fulda, de fapt Ludwig Anton Salomon (1862–1939)
- Susanne Fülscher (n. 1961)
- Alfred Funke (1869–1941)
- Cornelia Funke (n. 1958)
- Louis Fürnberg (1909–1957)
- Herbert Furreg (1897–1958)
- Johann Fürst (1825–1882)
- Clemens Füsers (n. 1955)
- Dietmar Füssel (n. 1958)
- Gertrud Fussenegger (1912–2009)
- Christian Futscher (n. 1960)